# Aya Ota
Aya Ota (* 13. April 1995) ist eine ehemalige japanische Leichtathletin, die sich auf das Kugelstoßen spezialisiert hat. In dieser Disziplin wurde sie 2017 in Bhubaneswar Vizeasienmeisterin.

## Sportliche Laufbahn
Erste internationale Erfahrungen sammelte Aya Ota bei den Juniorenasienmeisterschaften 2014 in Taipeh, bei denen sie mit 14,55 m den fünften Platz belegte. 2016 nahm sie an den Hallenasienmeisterschaften in Doha teil und erreichte auch dort mit 15,27 m Rang fünf. Im Jahr darauf gewann sie bei den Asienmeisterschaften in Bhubaneswar mit 15,45 m die Bronzemedaille hinter der Inderin Manpreet Kaur und Guo Tianqian aus China. Kaur wurde sie Goldmedaille nachträglich wegen eines Dopingverstoßes disqualifiziert und Ota rückte auf den Silberrang vor. Zwei Jahre später erreichte sie bei den Asienmeisterschaften in Doha mit 15,50 m den fünften Platz. 2020 beendete sie dann ihre aktive sportliche Karriere im Alter von 25 Jahren.
In den Jahren 2015 und 2016 wurde Ota japanische Meisterin im Kugelstoßen.